# Vitry-en-Perthois
Vitry-en-Perthois is een gemeente in het Franse departement Marne (regio Grand Est) en telt 793 inwoners (1999). De plaats maakt deel uit van het arrondissement Vitry-le-François.

## Geschiedenis
Het dorp heette vroeger Vitry-le-Brûlé omdat het tot twee keer toe in de as is gelegd, eerst door koning Lodewijk VII in 1143 en daarna door keizer Karel V in 1544. Bij de eerste aanval liet Lodewijk VII een kerk in brand steken waar meer dan duizend mensen hun toevlucht hadden gezocht. De wroeging over deze massaslachting zou een van de redenen zijn geweest die de Franse koning hebben aangezet tot het ondernemen van de Tweede Kruistocht.

## Geografie
De oppervlakte van Vitry-en-Perthois bedraagt 17,3 km², de bevolkingsdichtheid is 45,8 inwoners per km².
De onderstaande kaart toont de ligging van Vitry-en-Perthois met de belangrijkste infrastructuur en aangrenzende gemeenten.

## Demografie
Onderstaande figuur toont het verloop van het inwonertal (bron: INSEE-tellingen).